# 藍伯采
藍伯采（1486年—？），字本素，湖廣永州衛軍籍，祁陽縣人，明朝政治人物。

## 生平
正德五年（1510年）庚午科湖廣鄉試第五十六名舉人。正德十六年（1521年）中式辛巳科會試第二百七十七名，登第三甲第一百零七名進士。官主事。

## 家族
曾祖藍義；祖父藍茂；父藍田，母李氏。慈侍下。